# Phalaris canariensis
La Phalaris canariensis es una gramínea anual, de crecimiento invierno-primaveral. Originaria de la región mediterránea, se cultiva para la producción de granos en las zonas templadas del mundo. Sus semillas, y por extensión la propia planta, reciben diversos nombres según la región; entre los más comunes están: alpiste,  grano de Canarias, rabillo de cordero, rabos de cordero, triguera, etc.
Es una especie diploide, preponderantemente autógama, cuyas prácticas de producción, requerimientos y ciclo de cultivo, se asemejan a las de otros cereales de invierno como el trigo y la cebada. Es considerado un verdadero cereal, cuyos granos presentan una composición única y una estructura similar a la de otros de la misma familia botánica como el trigo, la avena, la cebada y el arroz. Es la única especie de su género que se cultiva para la producción de granos. Los mismos se destinan, casi exclusivamente, a la alimentación de aves ornamentales y en pequeñas cantidades a la alimentación humana y de animales de cría.

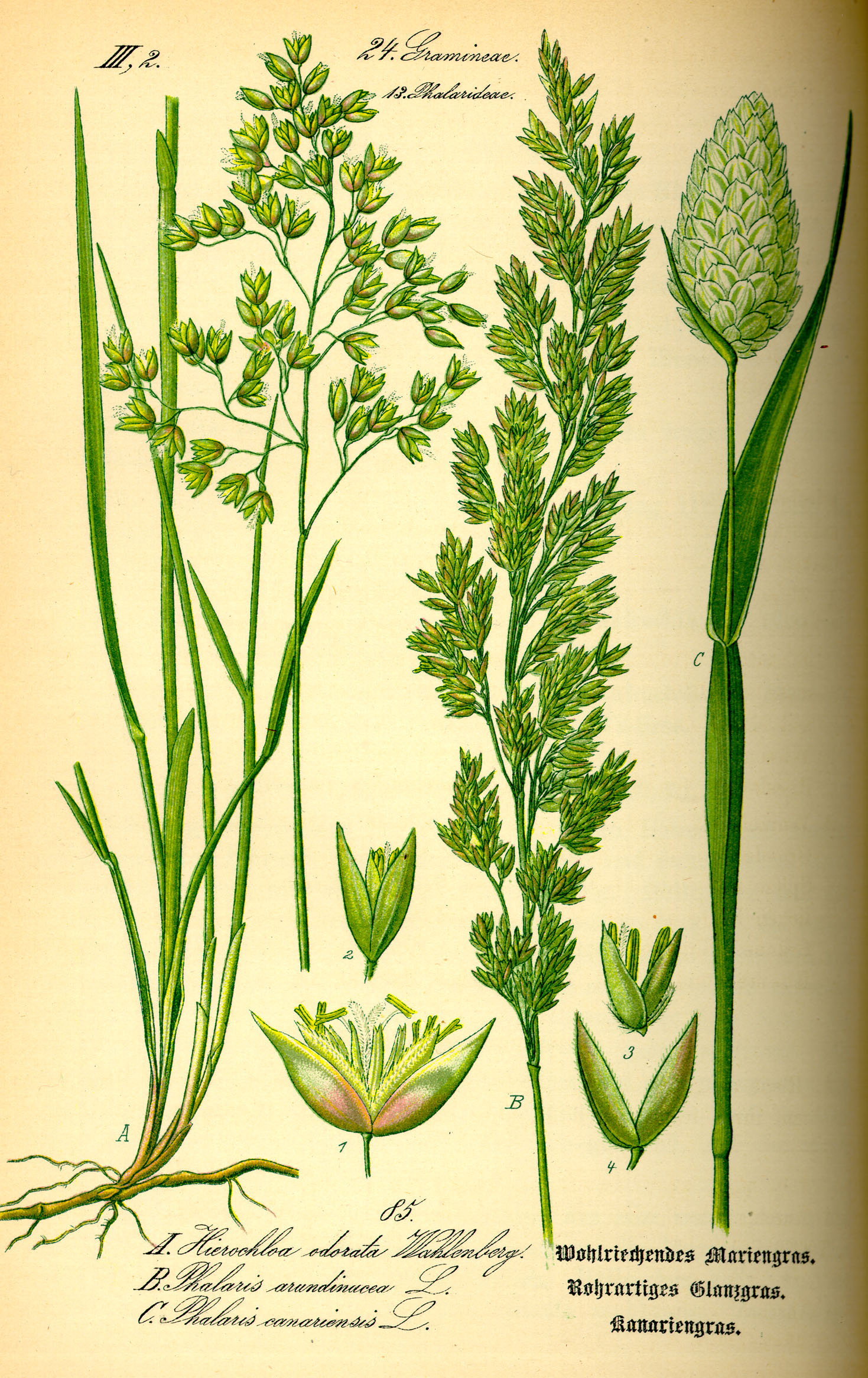
Ilustración

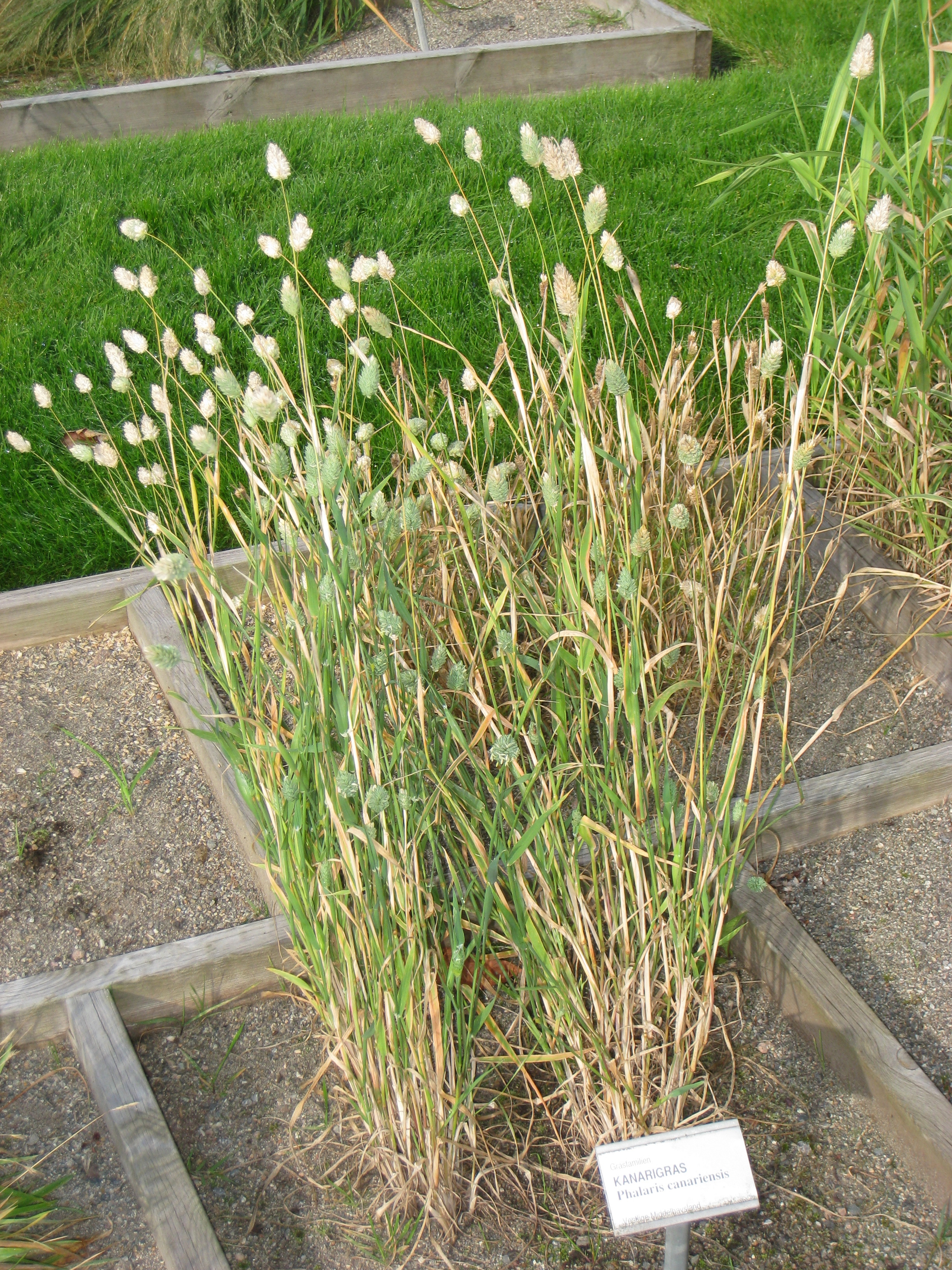
Vista de la planta

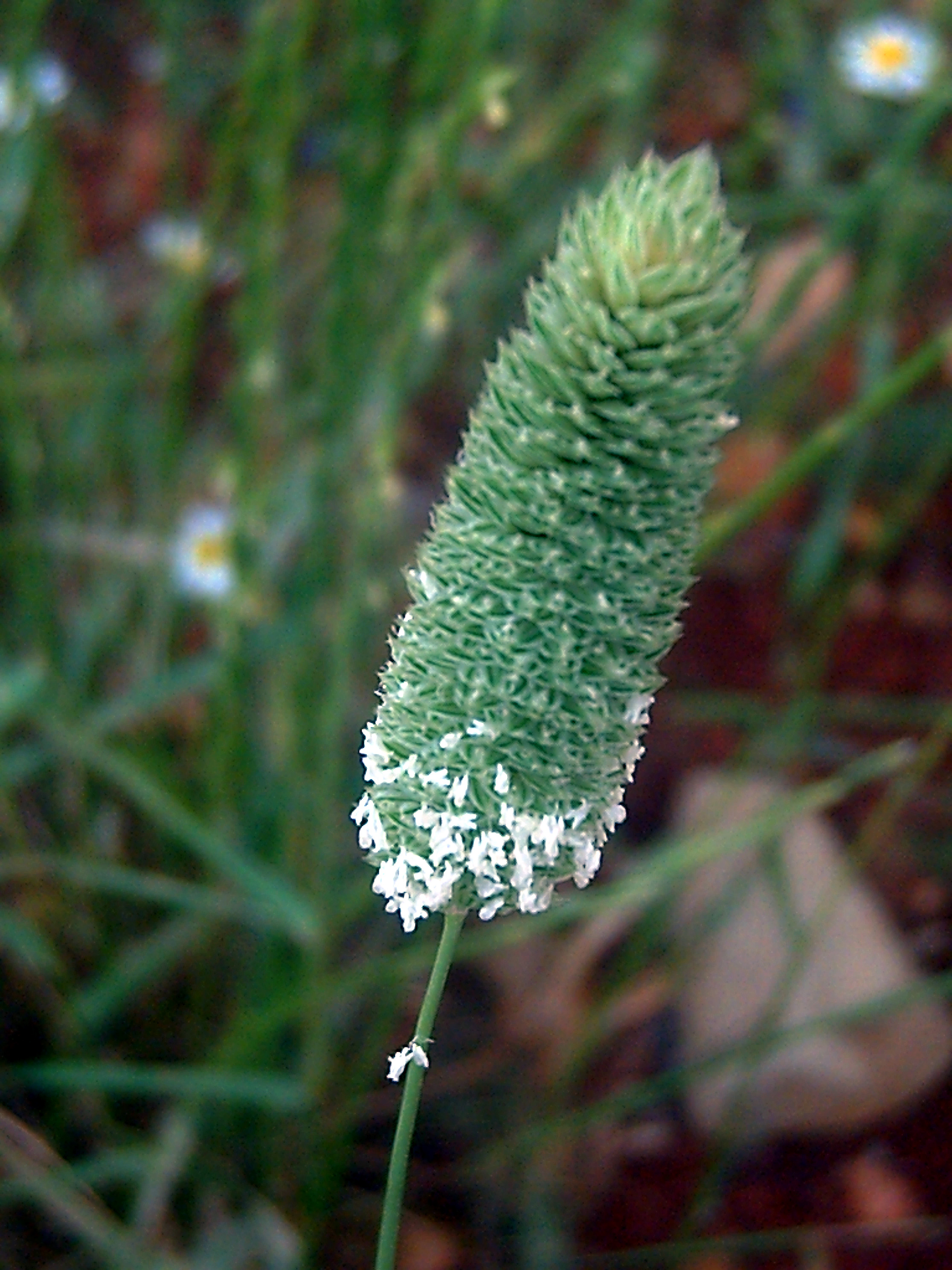
Detalle

## Descripción
Es una especie anual, con cañas hasta de 1 m de altura y hojas glabras, con láminas hasta de 40 cm de longitud y 1 cm de anchura; lígula obtusa de 6-8 mm de longitud. Posee panoja ovoide de 2-5 cm de longitud y 1,2-2 cm de diámetro, muy compacta, con las espiguillas dispuestas en forma imbricada. Glumas de 6-10 mm de longitud con bandas longitudinales de color verde oscuro, notablemente aladas en los dos tercios superiores. Antecio fértil de 5-7,5 mm de longitud y 2,3-2,6 mm de anchura, de color pajizo, cortamente pubescente. Antecios estériles con lámina lanceolada y callo basal inconspicuo, que llegan hasta la mitad de la lemma fértil, pubescentes especialmente hacia el ápice.

## Propiedades medicinales
Si bien sus propiedades medicinales no cuentan con suficientes evidencias científicas, la medicina tradicional le atribuye propiedades como hipolipemiante (reductor de lípidos o grasas en sangre), demulcente (moliente: relaja y ablanda las partes inflamadas) y diurético. En las Islas Canarias, además de aperitivo, se le utiliza como refrescante para los calores, y se le considera remedio para los males de orina y cálculos renales (riñón y vejiga), lo cual es erróneo, ya que es al contrario: contiene ácido oxálico, que atrapa el calcio, formando oxalato cálcico, el cual forma cerca del 80% de todos los cálculos renales.[cita requerida]
También se usa para tratamientos en hipercolesterolemia y prevención de la arteriosclerosis, y cuando se requiere un aumento de la diuresis, tales como afecciones genitourinarias (cistitis), hiperazoemia (abundancia de sustancias nitrogenadas en la sangre), hiperuricemia, gota, hipertensión arterial, edemas, sobrepeso acompañado de retención de líquidos, gastritis y ulcus (úlcera, sobre todo úlcera del estómago). Uso externo para tratar eccemas.

### Principios activos
Almidón, lípidos, resina, ácidos salicílico y oxálico, y sustancias nitrogenadas.

### Partes utilizadas
Las semillas o granos.

### Modo de empleo
- Infusión, extracto seco, extracto fluido. Sola o con otras plantas para disminuir la tasa de colesterol en sangre y estimular las funciones de drenaje, hepáticas y renales: alcachofera, cola de caballo, espino blanco, estigma de maíz, menta y pilosella.

## En la alimentación humana
- En valle de Bravo, México, en varios puestos callejeros de fin de semana, se vende (entre otras bebidas, para acompañar tamales y otros antojitos mexicanos) el famoso atole de alpiste.
- Se utiliza también para fabricar leche de alpiste, fuente de calcio y proteínas.

## Taxonomía
Phalaris canariensis fue descrita por Carlos Linneo y publicado en Species Plantarum 1: 54–55. 1753.
Citología
Número de cromosomas de Phalaris canariensis (Fam. Gramineae) y taxones infraespecíficos: 2n=12
Etimología
La etimología de Alpiste es discutida. Lo más probable es que derive del mozárabe alpíšṭ, y este del latín pistum, la cual se cree es el participio pasivo de pinsĕre, moler, machacar. Se ha propuesto también, que la palabra mozárabe sea un canarismo de origen guanche.
En cuanto al nombre científico Phalaris canariensis, su etimología es la siguiente:
Phalaris: nombre genérico que podría derivar del griego phalaros, que significa ‘lustroso’, aludiendo al brillo de las espigas; 
canariensis: epíteto geográfico que indica que es de Canarias.
Sinonimia
- Phalaris aquatica Delile ex Boiss.
- Phalaris avicularis Salisb.
- Phalaris ovata Moench[8]

## Nombre común
- Castellano: alpiste (31), alpiste blanco, alpiste bravo (2), alpiste de pella, alpiste de pájaros, alpiste vanillo, alpistera (6), grano de Canarias (2), rabillo de cordero, rabos de cordero, triguera.(el número entre paréntesis indica las especies que tienen el mismo nombre en España)[16]